# 菅野鋭
菅野 鋭（すげの とし、1884年 - 1943年12月1日）は、日本の牧師。柏木聖書学院五教授の一人で、太平洋戦争中に宗教弾圧で獄死する。東京都生まれ。父母は銀座美以教会（日本基督教団銀座教会）員、三谷種吉夫人眞子は実姉。

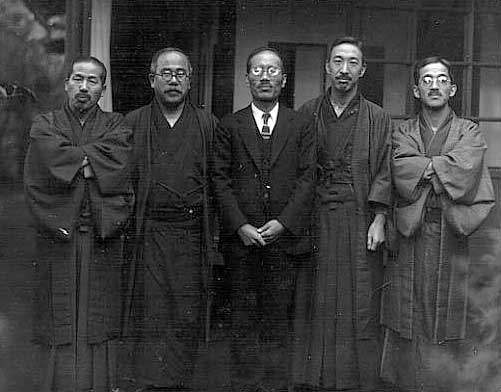
聖書学院の五教授（左から、米田豊、一宮政吉、菅野鋭、小原十三司、車田秋次）

## 生涯
1884年東京に生まれる。東洋宣教会の聖書学院で学び、1908年（明治41年）4月10日に、東洋宣教会が役員制度を設けた時に、大沢豊助と共に、山形県楯岡市の福音伝道館の牧師に任命される。1911年に中田重治の妻かつ子が死去した時には、学院教会の牧師をしていた。1911年3月9日の中田かつ子の葬儀の際には詩篇90篇を朗読した。
1920年に横浜ホーリネス教会の第3代目の牧師になる。1929年（昭和4年）の年会で、小原十三司と共に柏木聖書学院の講師に任命される。
1933年 五教授（車田秋次、米田豊、小原十三司、一宮政吉、土屋顕一）が中田重治を監督から解任した時に、選挙で委員の一人に選ばれる。
1942年6月26日 第一次一斉検挙の際に逮捕され、拘置所生活を送ったが、1943年12月1日 肺結核の再発により獄中死する。
1996年、獄中の10回にわたる訊問調書が、尾花晃と土屋和彦の編集で「殉教」という題で出版された。

## 人物
- 獄中で係官に対して「天皇もイエス・キリストの贖罪が必要である」と言った。[1]